# Silly Putty

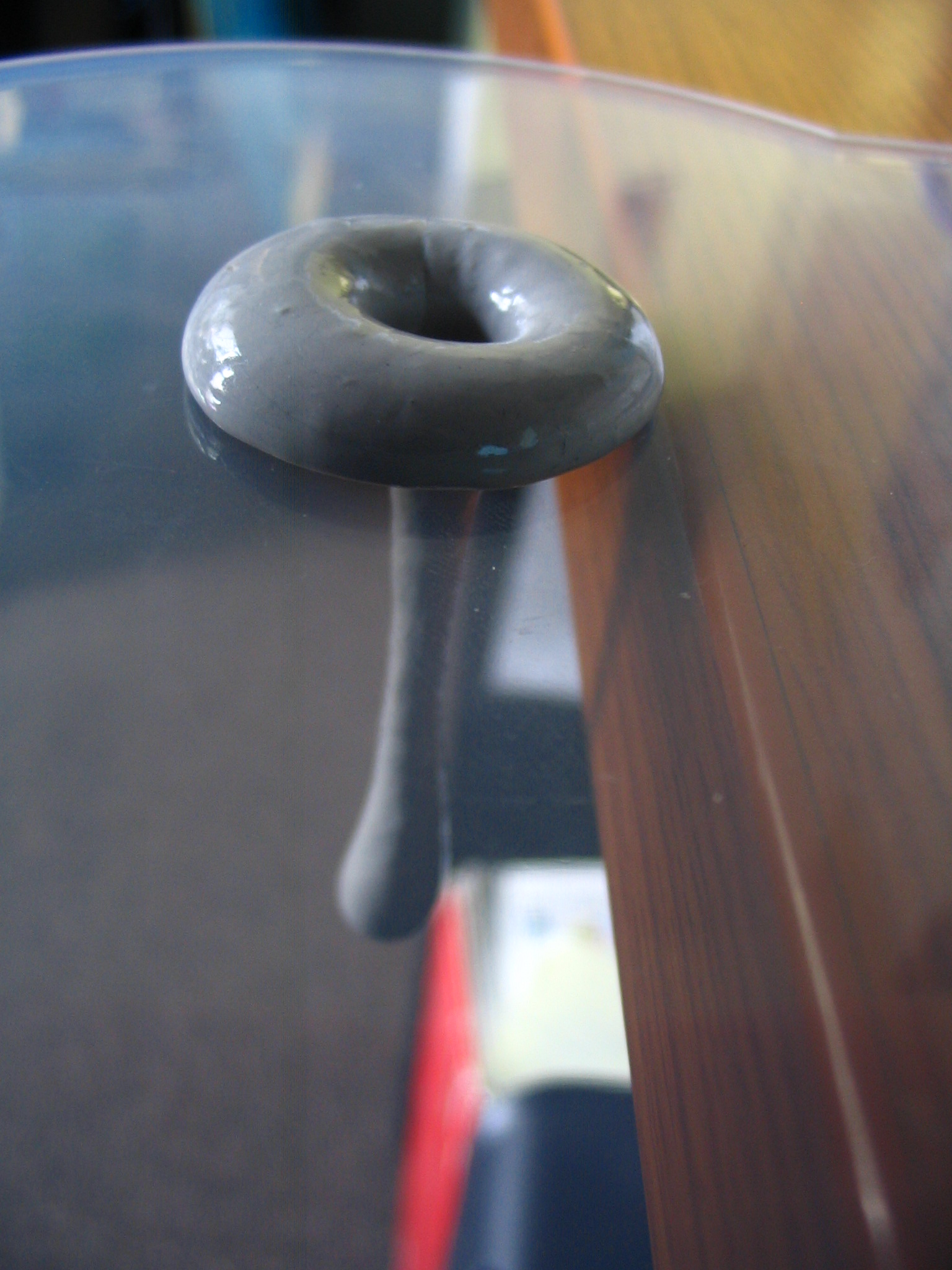
Silly Putty dat door een gat in een tafel loopt

Silly Putty is een product van Crayola. Het behoort tot de siliconen-polymeren. Het product werd per toeval door Amerikaanse onderzoekers ontdekt tijdens experimenten tijdens de Tweede Wereldoorlog. Tegenwoordig wordt het product gebruikt als speelgoed.

## Beschrijving
Silly Putty heeft enkele opmerkelijke eigenschappen: het stuitert op de grond, het breekt wanneer je er hard op slaat, het kan drijven of omgevormd worden tot een vloeistof, en men kan Silly Putty kneden in verschillende vormen.
Silly Putty heeft nog andere bizarre eigenschappen: het kan gebruikt worden als lijmmiddel, maar ook als kopieermiddel. Vroeger werden in veel kranten de tekeningen gedrukt in een inkt gebaseerd op petroleum. Wanneer men Silly Putty over zo'n tekening smeert, wordt deze opgenomen in het product. Vervolgens kan men de Silly Putty als stempel gebruiken om die tekening te kopieren naar een ander blad.
Daarnaast gaan enkele eigenschappen van Silly Putty voorgoed verloren wanneer het in aanraking komt met alcohol. Indien men Silly Putty opwarmt (bijvoorbeeld in een microgolfoven), wordt het zo hard als steen, maar na afkoeling wordt het even soepel als voorheen.
Silly Putty is verkrijgbaar in verschillende kleuren.

## Achtergrond van Silly Putty
Tijdens de Tweede Wereldoorlog viel Japan landen binnen die rubber produceerden. Rubber is noodzakelijk voor de productie van tal van materialen. Hierdoor zat men in de Verenigde Staten al snel met een tekort aan rubber. Amerikanen werden opgeroepen om al hun ongebruikte rubberen goederen te doneren aan het leger. Ook startte de Amerikaanse regering een project om synthetisch rubber te ontwikkelen. Tijdens dit project werd Silly Putty ontdekt. Al snel kwam men tot de conclusie dat het product niet voldeed om rubber te vervangen. Silly Putty werd door tal van wetenschappers onderzocht, maar niemand vond er een praktische toepassing voor.
Uiteindelijk kwam het product in handen van een speelgoedverkoopster. Zij plaatste het in haar catalogus en het werd een topproduct.
Een andere, meer serieuze, toepassing van Silly Putty is in de revalidatie van de vingers en de duim. Door de hoge viscositeit van Silly Putty kunnen de spieren naar believen worden gestimuleerd.